# Єлєновка (Дондушенський район)
Єлєновка (рум. Elenovca) — село в Молдові в Дондушенському районі. Входить до складу комуни, центром якої є село Тирнова.
У 2004 році у селі жило  8 осіб - 4 українця, 3 молдован та 1 росіянин.